# 艾肯 (伊利諾伊州)
艾肯（英語：Aiken）是位於美國伊利諾伊州喬戴維斯縣的一個非建制地區。該地的面積和人口皆未知。

## 地理
艾肯的座標為42°21′09″N 90°24′55″W / 42.35250°N 90.41528°W，而該地的平均海拔高度為196米（即643英尺）。